# ستيراكوصور
الستيراكوسوروس (stə-RAK-ə-SOR-əs) كان جنس من الديناصورات السيراتوبسيا العاشبة من حقبة العصر الطباشيري (مرحلة الكامباني)، حوالي 75.5 إلى 75 مليون سنة مضت. كان لديه من أربعة إلى ستة قرون طويلة تمتد من هدب العنق بشكل تناقصي في الطول حتى تصل إلى الخدين، وقرن واحد منخاري من أنفه، والذي قد يصل إلى 60 سم (2 قدم) في الطول و15 سنتيمتر (6 في) في العرض.
ستيراكوسوروس كان ديناصورا كبير الحجم نسبيا، حيث بلغ طوله 5.5 متر (18 قدم) ويزن ما يقارب 3 أطنان. ويعلو حوالي 1.8 متر (6 قدم) في طول القامة. ستيراكوسوروس يملك أربعة أرجل قصيرة ضخمة. ذيله قصير نوعا ما. الجمجمة لديها منقار في الفك العلوي منحني نحو الفك السفلي، مما يدل على أنه حيوان آكل للنباتات. مثل غيره من السيراتوبسيات (بالإنجليزية؛ Ceratopsians)، هذه الديناصورات تسافر في مجموعات كبيرة كقطيع الحيوانات.